# Скопал, Стелла
Стелла Скопал (хорв. Stella Skopal; 18 июля 1904, Загреб, Транслейтания — 24 декабря 1992) — хорватский скульптор еврейского происхождения.

## Биография
Скопал родилась в Загребе 18 июля 1904 года. С 1924 по 1928 года она посещала Королевскую академию искусств и ремесел в Загребе, где преподавали Хинко Юн, Иво Кердич, Франьо Кршинич и другие. В 1929 году Скопал также получила образование в Вене, а с 1933 по 1934 год — в частной школе Герты Бухер. Скопал дебютировала в 1927 году с керамической скульптурой влюбленной пары, созданной по образцу её профессора Хинко Юна. С 1927 по 1939 года она выполнила более двадцати очень интересных с художественной точки зрения каминов и печей, в основном для еврейских семей высшего сословия Загреба. Среди наиболее значительных были те, на которых были изображены виртуозно смоделированные женские фигуры в танце в квартире семьи Блювайс на улице Домагоева, 2. В 1938 году Скопал первая в Хорватии создала керамические украшения. С начала 1940-х до середины 1950-х годов были созданы многочисленные керамические столы, из которых до наших дней сохранились лишь немногие. С 1951 по 1956 года работала над керамическими бутылками, в том числе для бренда, который производит ликёры и спиртные напитки. За это она получила ряд похвал как дома, так и за рубежом. Большая часть её художественного творчества была посвящена создания керамических предметов повседневного использования, таких как: чаши, кувшины, сервизы, вазы, лампы, подсвечники и другие.
Во время Второй мировой войны, будучи еврейкой, Скопал была помещена на керамическую фабрику «Габианелли» в Тревизо, Италия. После капитуляции Италии Скопал присоединилась к партизанам. Вместе с партизанами она работала в союзном военном госпитале Бари, а затем в Кодзано керамистом. После войны, с 1945 по 1965 года, Скопал работала профессором Школы прикладного искусства в Загребе. Она преподавала лепку и создание форм на гончарном круге.
Многие работы Стеллы Скопал бесследно исчезли при её жизни, другие хранятся в Музее искусств и ремесел, Хорватском национальном театре, Хорватском историческом музее в Загребе, Еврейской общине Загреба, Художественной галерее в Сплите и частных коллекциях.
Скопал умерла 24 декабря 1992 года и была похоронена на Мирогойском кладбище.

## Награды
В 1975 году Скопал получила Премию Владимира Назора за жизненные достижения.